# 小千益躬
小千益躬もしくは越智益躬（おち の ますみ）は古代の伊予国にいた篤信の仏教徒。『予章記』では、河野氏（越智氏）の祖とされ、異国の軍勢を破ったという伝説が描かれている。

## 『日本往生極楽記』の越智益躬
伊予国越智郡の人で、伊予国の主簿または越智郡の大領であった。出家する前から、朝に法華経を読み、昼は国務に従い、夜は南無阿弥陀仏を念じていた。若くして受戒し、定真と称したが、髪は剃らなかった。苦痛もなく死に、その時、村人は音楽を聴いたという。

## 『予章記』と『二中歴』の小千益躬
『予章記』によると飛鳥時代の伊予の国人。孝霊天皇第三皇子・伊予皇子16代の孫。伊予守。
推古天皇の代に大陸から鉄人なる全身を鉄で覆った異形の人物を大将として戎人八千人が日本に攻めてきたことがあり、筑紫を荒らしまわったが日本の軍勢は歯が立たなかった。朝廷軍に参陣していた小千益躬は一計を案じ、降参して鉄人に寝返った振りをして船で播磨の明石まで案内しながら彼らのことを探った。やがて鉄人の足の裏が弱点だと知り、明石の蟹坂で持っていた鏃で馬上の鉄人の足の裏を突いて落馬したところを益躬の家人が討ち取り、そのまま混乱状態になった戎人の撃退に成功した。
その後故郷の神に戦勝を感謝して三島明神を明石に遷して祀り、これが現在の稲爪神社だという。また現在の愛媛県今治市に東禅寺を建立したという。後に益躬を祀って建立された穂蓼八幡神社も明石に現存する。この他益躬を由緒とする寺社は愛媛県に多い。
この大陸からの侵攻については『二中歴』にも書かれているが、それ以前の記紀などには載っておらず史実ではない。ただし、明石に異国の軍勢が襲来したという話や足の裏を突いたという話は他にも見られ、共通の祖型が存在すると見られている。

## その他
『一遍聖絵』巻10では、越智益躬は「朝庭につかえては三略の武勇を事とし、私門にかえりては九品の浄業をつとめと」したという。